# Japca
Japca è un comune della Moldavia situato nel distretto di Florești di 1.737 abitanti al censimento del 2004

## Località
Il comune è formato dall'insieme delle seguenti località (popolazione 2004):
- Japca (1.261 abitanti)
- Bursuc (476 abitanti)